# Rosa hugonis
Rosa hugonis là loài thực vật có hoa trong họ Hoa hồng. Loài này được Hemsl. miêu tả khoa học đầu tiên năm 1905.

## Hình ảnh

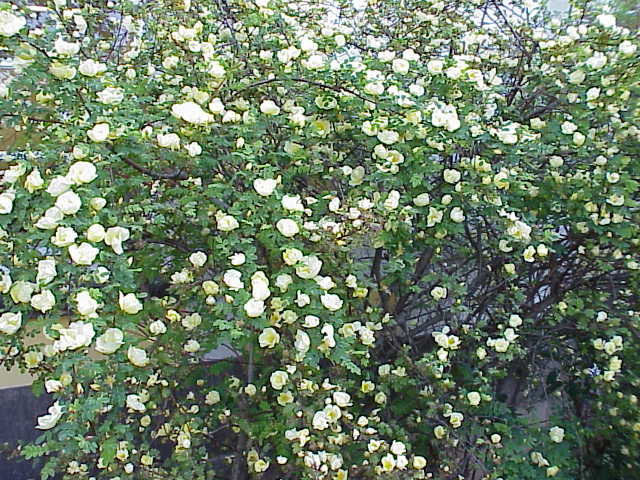
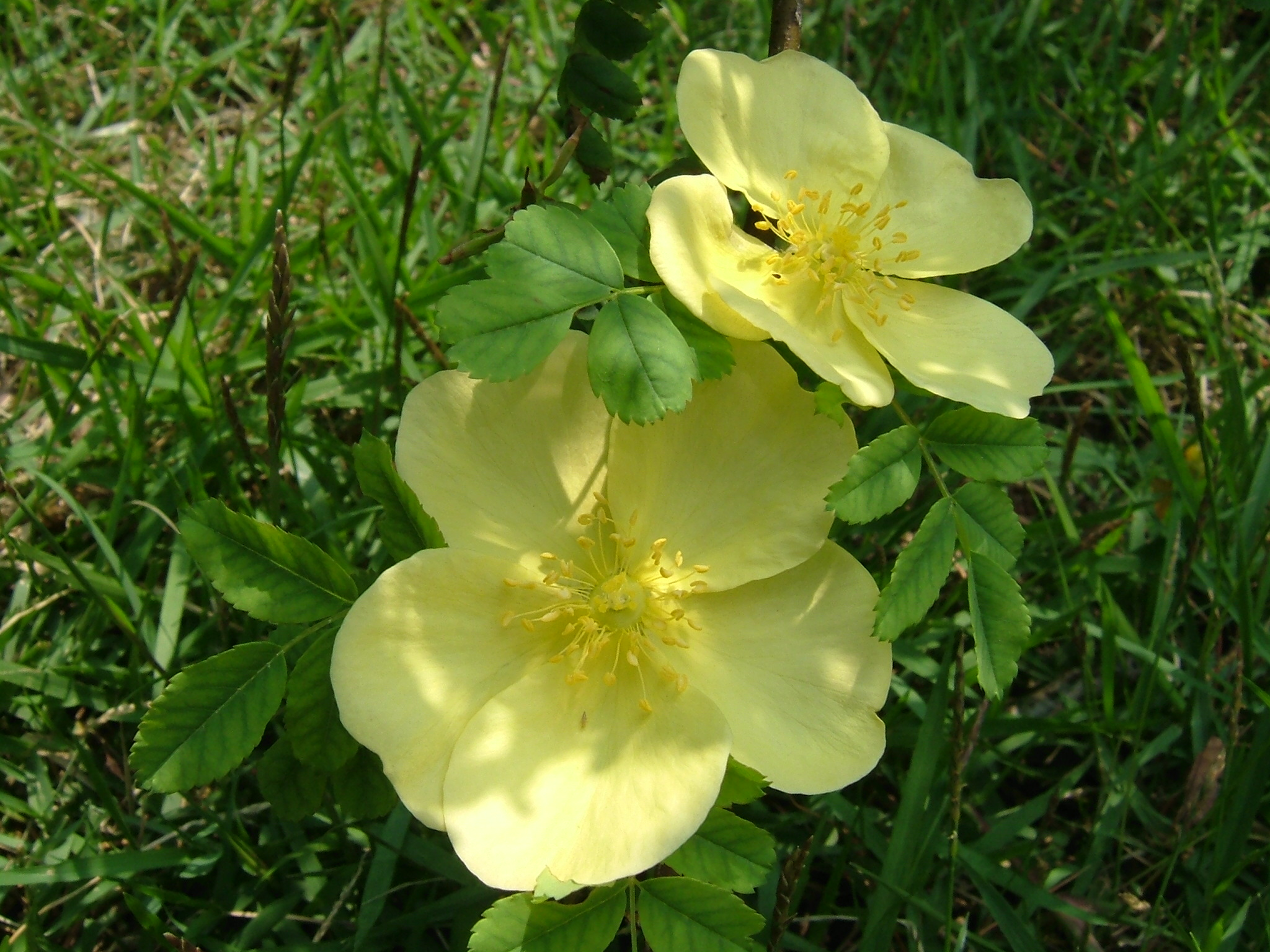